# Гун Тэмур-хан
Гун Тэмур-хан (1377—1402) — великий хан Северной Юань (1400—1402), старший сын и преемник монгольского хана Элбега, потомок Хубилая, внука Чингисхана

## Биография
В 1399 году ойратские тайши, братья Угэши Хашигу и Батула (Махаму), убили монгольского хана Элбэга, отомстив ему за смерть своего отца Худхай-тайю. Братья провозгласили себя соправителями, ханами ойратов и Монголии. Старший брат Угэши Хашигу женился на Олджэйту-гоа, вдове Элбэга, и воспитал её сына Аджая, дав ему титул тайджи. Китайский император Чжу Ди, воевавший с ханами из династии Юань, признал ойратского предводителя Угэши новым правителем всей Монголии.
Восточно-монгольские князья, недовольные самовластием ойратских тайшей, провозгласили новым великим монгольским ханом Гун Тэмур-хана, старшего сына Элбэга. В 1402 году Гунн Тэмур-хан потерпел поражение от ойратских тайшей Угэши и Махаму, и был ими убит. На монгольский ханский престол вступил Угэши Хашигу под именем Оруг Тэмур-хана.